# Free Pascal

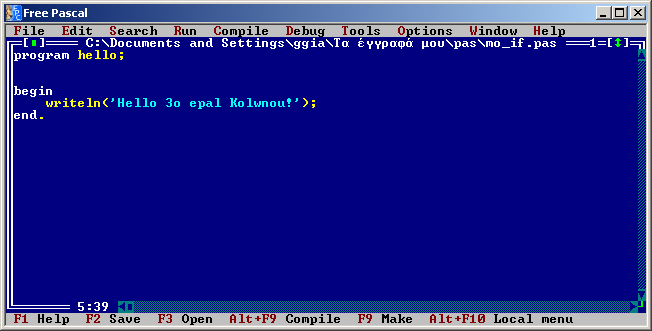
Среда разработки FreePascal

Free Pascal (полное название Free Pascal Compiler, часто используется сокращение FPC) — свободно распространяемый компилятор языка программирования Object Pascal.

## Платформы
Компилятор существует для различных аппаратных и программных платформ, ветвь 3.0.x поддерживает следующие:
- Архитектура ARM
  - Game Boy Advance
  - Nintendo DS
  - Linux
  - Windows CE (только кросс-компиляция с использованием версии для Windows x86)
  - AROS[4][5]
  - Android
- Архитектура i8086
  - MS-DOS
- Архитектура Intel/i386
  - DOS (с использованием Go32v2)
  - FreeBSD
  - Linux
  - Mac OS X (и кросс-компиляторы для PowerPC(64)/Mac OS X, iOS и iPhoneSimulator, JVM/Java и JVM/Android).
  - Haiku
  - OS/2 (и eComStation)
  - Solaris
  - Microsoft Windows 32-bit (и ARM/MIPS/i386-Android кросс-компилятор)
  - AROS[6][7]
  - Android
- Архитектура AMD64/Intel 64/x86_64
  - FreeBSD
  - Solaris
  - Linux
  - Windows 64-bit
  - AROS[8]

- Архитектура m68k
  - AmigaOS[9]
  - AROS[10]

- Архитектура PowerPC
  - AIX
  - Linux
  - Mac OS X
  - AmigaOS 4[11][12][13]
  - MorphOS[14][15]
  - Nintendo Wii
- Архитектура PowerPC64
  - AIX
  - Linux
  - Mac OS X
- Архитектура SPARC
  - Linux
  - Solaris

- Архитектура MIPS
  - Linux
  - Android

- Архитектура MIPSEL
  - Linux (Экспериментальная поддержка, не тестирован)

Более ранние версии также поддерживали архитектуру m68k (операционные системы NetBSD, Linux и AmigaOS), а также операционные системы Solaris, QNX и BeOS для x86.
В разработке — поддержка создания кода для Java Virtual Machine.

## Библиотеки и оболочки
В настоящее время в рамках проекта также разрабатывается Lazarus — свободный аналог среды разработки Delphi и Lazarus Components Library (LCL) — свободная библиотека виджетов, аналогичная VCL в Delphi.
Существуют и альтернативные проекты визуального программирования на базе Free Pascal, наиболее зрелым из которых является MSEide, использующий собственную, несовместимую с VCL библиотеку компонентов MSEgui.
Альтернатива Lazarus’у fpGUI — простая библиотека виджетов, не содержащая дополнительных библиотек вроде работы с БД, XML и тому подобным. В её состав включён визуальный редактор форм, генерирующий исходный код создания формы на Паскале.
Кроме того, в настоящее время для создания Windows-приложений можно использовать известную невизуальную библиотеку KOL.

## Режимы совместимости
Важной особенностью данного компилятора, в отличие, например, от GNU Pascal, является ориентация на распространённые коммерческие диалекты языка: Object Pascal и Delphi.
Free Pascal поддерживает компиляцию в нескольких режимах, обеспечивающих совместимость с различными диалектами и реализациями языка.
- Режим FPC — собственный диалект: соответствует предыдущему, расширенному дополнительными возможностями, такими как, например, перегрузка операций.
- Режим ObjFPC — совмещает объектно-ориентированные возможности Delphi и собственные расширения языка.
- Режим Delphi — данный режим предоставлен для совместимости с компилятором Delphi от компании Embarcadero с целью упрощения портирования существующих исходных файлов на Free Pascal. Для этого вам необходимо включить этот режим директивой ${mode Delphi} в исходном файле или с помощью опции -Mdelphi в командной строке компилятора.
- Режим TP/BP — Этот режим обеспечивает максимальную совместимость с компиляторами Turbo Pascal / Borland Pascal , чтобы упростить перенос существующего кода на FPC. Он использует возможности, которые не рассматриваются в качестве рекомендуемых, несколько изменяя правила синтаксиса. В случае необходимости он вносит изменения в стандартный режим ассемблера $ASMMODE INTEL и т.п. Для этого вам необходимо включить этот режим директивой ${mode TP} в исходном файле или с помощью опции -Mtp в командной строке компилятора.
- Режим MacPas — режим совместимости с Mac Pascal.
- Режим ISO 7185
- Режим ExPas
- Режим GPas — был режимом компилятора, с помощью которого Free Pascal пытался компилировать только допустимый код GNU Pascal. Данный режим удален из компилятора Free Pascal начиная с версии 2.2.

## Особенности
- Поддержка перегрузки арифметических операторов (+, -, *, /, div, mod, **), операторов сравнения (<, >, =, >=, <=), логических операторов (and, or, xor, not, shl, shr), операторов над множествами (><, in) и оператора присваивания :=.
- Поддержка операторов присваивания с выполнением арифметической операции в стиле Си (+=, -=, *=, /=).
- Наличие собственной системы сборки (fpcmake) и генератора документации (fpcdoc).
- Встроенный ассемблер по умолчанию использует синтаксис AT&T, синтаксис Intel включается отдельной директивой.

## Краткая история
- 1993 год — начало работы над проектом.
- 1995 год — компилятор успешно компилирует сам себя.
- 1996 год — проект опубликован в интернете под лицензией GNU GPL.
- 12 июля 2000 года — выход версии 1.0.
- 2003 год — выход версии 1.0.10, завершение работы над ветвью 1.0.x.
- 15 мая 2005 года — выход версии 2.0.
- 10 сентября 2007 года — выход версии 2.2.
- 30 декабря 2009 года — выход версии 2.4.
- 12 ноября 2010 года — выход версии 2.4.2.
- 20 мая 2011 года — выход версии 2.4.4
- 1 января 2012 года — выход версии 2.6.0
- 23 февраля 2013 года — выход версии 2.6.2
- 11 марта 2014 года — выход версии 2.6.4
- 25 ноября 2015 года — выход версии 3.0.0
- 15 февраля 2017 года — выход версии 3.0.2[17]
- 28 ноября 2017 года — выход версии 3.0.4[18]
- 19 июня 2020 года — выход версии 3.2.0[19]

## Лицензия
Компилятор распространяется на условиях GNU General Public License, а значительная часть библиотек, в том числе ядро RTL — на условиях более мягкой GNU Lesser General Public License.